# Kesti, Hukeri
Kesti là một làng thuộc tehsil Hukeri, huyện Belgaum, bang Karnataka, Ấn Độ.